# هري (البترون)
هري هي إحدى القرى اللبنانية من قرى قضاء البترون في محافظة الشمال. تبعد 67 كم شمال العاصمة بيروت.

## أعلامها
- ياسين الأيوبي، (1937) عالِم أدبي وشاعر وناقد.